# Аїда Роман
Аїда Роман  (ісп. Aída Román, 21 травня 1988) — мексиканська лучниця, олімпійська медалістка.

## Виступи на Олімпіадах
| Олімпіада   | Дисципліна | Місце |
| ----------- | ---------- | ----- |
| Пекін 2008  | особисті   | 13    |
| Лондон 2012 | особисті   | 2     |
| Лондон 2012 | командні   | 7     |